# Gizama midasalis
Gizama midasalis är en fjärilsart som beskrevs av Walker 1858. Gizama midasalis ingår i släktet Gizama och familjen nattflyn. Inga underarter finns listade i Catalogue of Life.